# Paulinho da Costa
Paulo Roberto da Costa, conhecido como Paulinho da Costa (Rio de Janeiro, 31 de maio de 1948), é um músico de sessão e percussionista brasileiro que se tornou um do músicos mais requisitados nos estúdios de gravações e Los Angeles, no estado da Califórnia. Sendo um dos músicos que mais gravou e participou de discos nos tempos modernos, foi considerado pela revista Down Beat "um dos percussionistas mais talentosos do nosso tempo". Participou de vários álbuns premiados pelo Grammy Award, entre eles Thriller, de Michael Jackson, True Blue, de Madonna e Let's Talk About Love, de Celine Dion. Participou também de músicas e trilhas sonoras de filmes de grande sucesso, entre eles Os Embalos de Sábado à Noite, Dirty Dancing, Purple Rain e Jurassic Park. O músico, que toca mais de 200 instrumentos, também tocou com Diana Krall. Da Costa, como também é conhecido, recebeu da National Academy of Recording Arts and Sciences o seu “Most Valuable Player Award” por três anos consecutivos.

## Vida e carreira
Nascido no Rio de Janeiro, no bairro do Irajá, Paulinho começou a tocar pandeiro ainda na
infância. Mais tarde, integrou a ala jovem da bateria da escola de samba Portela. Ainda adolescente, aos 15
anos, viajou para a Rússia em uma trupe organizada pelo empresário Carlos
Machado e liderada pelos cantores Jorge Goulart e Nora Ney. Ao voltar para o Brasil, Paulinho começou a estudar e a desenvolver técnicas para diversos instrumentos de percussão.
Em 1972, a convite do pianista Sérgio Mendes, viajou pela primeira vez para Los Angeles, Estados Unidos, onde vive há mais de 40 anos. Sua primeira gravação foi em 1976: "Love Machine", do grupo The Miracles, com a lenda do soul Smokey Robinson.
Na mesma época, o trompetista e jazzista Dizzy Gillespie apresentou Paulinho da Costa ao fundador dos selos Verve e Pablo, Norman Granz, o qual o apadrinhou e possibilitou que ele ficasse de vez nos Estados Unidos. Desde então, Paulinho da Costa colaborou com Michael Jackson e centenas de artistas.
Em 2025, Paulinho da Costa, renomado percussionista brasileiro, se tornou o primeiro brasileiro vivo a receber uma estrela na Calçada da Fama de Hollywood, em reconhecimento à sua contribuição global à música. Nascido no Rio de Janeiro em 1947, Paulinho se destacou internacionalmente por suas colaborações com artistas como Michael Jackson, Madonna e Celine Dion, além de participar das trilhas sonoras de filmes como "Dirty Dancing" e "Jurassic Park". A cerimônia, prevista para 2026, celebrará sua carreira, marcando um importante feito para a música brasileira e sua influência no cenário global. 

## Participações
Famoso entre os músicos de todo o mundo, Paulinho da Costa
colaborou na gravação de mais de 900 músicos diferentes, como Michael Jackson, Madonna, Lionel Ritchie, Aretha
Franklin, Ella Fitzgerald, Elton John, Eric Clapton e Bob Dylan. Entre os vários artistas com que Paulinho da Costa colaborou estão:
A
Aaliyah,
Adam Cohen,
Ahmad Jamal,
Air Supply,
Akima Asakura,
Al Jarreau,
Alan Price,
Albert Hammond,
Alex Acuna,
Alice Cooper,
Allen Toussaint,
Amanda,
Amanda Marshall,
Ananda,
America,
Amy Grant,
Andre Crouch,
Andrea Bocelli,
Andy Narell,
Andy Taylor,
Angela Bofill,
Angela Winbush,
Angie Stone,
Anita Baker,
Ann Nesby,
Aretha Franklin,
Art of Noise,
Art Porter,
Atlantic Starr,
Audio Caviar,
Average White Band 
B
B. B. King,
Babyface,
The Bangles,
Barbra Streisand,
Barry Manilow,
Barry White,
Belinda Carlisle,
Ben Sidran,
Benny Golson,
Bernie Taupin,
Bette Midler,
Bill Cunliffe,
Bill Medley,
Bill Sharpe,
Bill Withers,
Billy Preston,
The Blackbirds,
Bob Dylan,
Bob James,
Bob Seger,
Bob Sinclar,
Bobby Lyle,
Bobby Mcferrin,
Bobby Womack,
Bola Sete,
Boney James,
Bonnie Raitt,
Booker T.,
Boys Club,
Brainstom,
Breakfast Club,
Brenda Russell,
The Bridge,
Brothers Johnson,
Bruce Gaitsch,
Bryan Ferry,
Burt Bacharach,
By All Means 
C
Cachao,
Captain & Tennille,
Carlos Toshiki,
Carole Bayer Sager,
Casiopea,
Catie Curtis,
Cinderella,
Celine Dion,
Cerrone,
Chaka Khan,
Chanté Moore,
Charles Veal,
Charo,
Chayanne,
Cher,
Cheryl Lynn,
Cheryl Ladd,
Chet Atkins,
Chicago,
Chico Freeman,
Chris Beckers,
Chris Botti,
Christopher Cross,
Chuck Mangione,
Chuck Rainey,
Cinderella,
Claus Ogerman,
Cliff Martinez
Cock Robin,
Conway Twitty,
Courtney Jaye,
Craig Huxley,
Cruzados,
Curt Smith,
Curtis Mayfield ,
D
Dakota Moon,
Dan Hill,
Dan Seals,
Dana Glove,
Dave Koz,
David Arnold,
David Benoit,
David Foster,
David Pack,
David Pomeranz,
David Roberts,
David Sanborn,
David Waters,
Dean James,
D. C. LaRue,
DeBarge,
Debra Hurd,
Dee Dee Bridgewater,
Delilah,
Demis Roussos,
Deniece Williams,
De Novo,
Destiny’s Child,
Diana Krall,
Diana Ross,
Diane Schuur,
Dianne Reeves,
Dionne Warwick,
Dirk K,
Dizzy Gillespie,
Djavan,
D-Knowledge'
Doc Severinsen,
Dog's Eye View,
Dolly Parton,
Don Felder,
Donna Summer,
Dori Caymmi,
Dov,
Dräco Rosa,
Dr. Buzzard's Original Savannah Band ,
Dr. John,
Durell Coleman 
E
Eagles,
Earl Klugh,
Ernie Watts,
Earth, Wind & Fire,
Eddie Money,
Edu Lobo,
El Tri,
Eliane Elias,
Elisa Fiorillo,
Elkie Brooks,
Ella Fitzgerald,
Elton John,
Elvis Costello
Emotions,
Enrique Iglesias,
Eric Carmen,
Eric Clapton,
Eric Marienthal,
Eric Martin,
Ernestine Anderson,
Ernie Watts,
Euge Groove,
Eva Santa Maria,
Evie Sands,
Everette Harp,
Extreme 
F
Fee Waybill,
For Real,
Fra Lippo Lippi,
Frank McComb,
Frank Stallone,
Frankie Valli,
Freddie Hubbard,
Fuse One 
G
Gap Band,
Gap Mangione,
Gardner Cole,
Gary LeMel,
Gary Myrick,
Gary Wright,
Gato Barbieri,
Gene Page,
Geno Washington,
George Benson,
George Duke,
George Howard,
George Jones,
Gerald Albright,
Gino Vannelli,
Gladys Knight & the Pips,
Gloria Gaynor,
Gloria Loring,
Gloria Trevi,
Graeme Revell,
Greg Phillinganes,
Harry Gregson-Williams,
Grimaldi
H
Hanne Boel,
Harry Connick Jr.,
Harves,
Heatwave,
Heitor Pereira,
Henry Mancini,
Henri Salvador,
Herb Alpert,
Herbie Hancock,
Hiroko,
Hiroshi Sato,
Hiroshima,
Hitomi Tohyama,
Holly Knight,
Howard Hewett,
Hugh Masekela
I
Ilse,
Ilse DeLange,
Imperial,
Indigo Girls,
In Vitro,
Irene Cara,
The Isley Brothers,
Ivan Lins
J
Jacintha,
Jaguares',
James "JT" Taylor,
James Ingram,
James Last,
James Reyne,
Jane Monheit,
Janet Jackson,
Janis Ian,
Jann Arden,
Javier,
Jay Hoggard,
Jean-Luc Ponty,
Jeff Lorber,
Jeffrey Osborne,
Jennifer Holliday,
Jennifer Warnes,
Jeremy Monteiro,
Jermaine Jackson,
Jermaine Stewart,
Jill Scott,
Jimmy Ponder,
Jimmy Reid,
Jimsaku,
Joan Baez,
João Bosco,
João Gilberto,
Jody Watley,
Joe Cocker,
Joe Lamont,
Joe Pass,
Joe Sample,
Joe Satriani,
Joe Lamont,
John Benitez,
John Denver,
John Goodsall,
John Klemmer,
John Patitucci,
John Pizzarelli,
John Stoddart,
Johnny Gill,
Johnny Guitar Watson,
Johnny Mathis,
Jojo Alves,
Jon Secada,
Jonathan Butler,
Joni Mitchell,
Jorge Ben,
José Feliciano,
José José,
Josee Koning,
Journey ,
Joy Enriquez,
Joyce Kennedy,
Juanita Dailey,
Julio Iglesias Jr.,
Julio Iglesias,
Junichi Kawauchi, Jaguar Bentwolf
K
Katey Sagal,
Karyn White,
Kassav',
KC and the Sunshine Band,
Kazu Matsui,
Keb' Mo',
Kenny G,
Kenny Loggins,
Kenny Rogers,
Keola Beamer,
Kevyn Lettau,
Keith Washington,
Kirk Whalum
L
L.T.D.,
Ladysmith Black Mambazo,
La Toya Jackson,
Lalo Schiffrin,
Lamont Dozier,
Lani Hall,
Larry Carlton,
Larry Graham,
Laura Branigan,
Lee Oskar,
Lee Ritenour,
Leo Sayer,
Les Charts,
Les McCann,
Lenny White,
Lenny Williams,
Leslie Phillips,
Level 42,
LeVert,
Letta Mbulu,
Linda Ronstadt,
Lionel Richie,
Lisa Bade,
Little River Band,
Little Feat,
Living in a Box,
Livingston Taylor,
Liza Minelli,
Lori Lieberman,
Lucy Pearl,
Luis Miguel,
Luther Vandross, ,
Los Fabulosos Cadillacs
M
Madonna,
Magnum,
Marc Portman,
The Manhattan Transfer,
Marcus Miller,
Mahogani Blue,
Maria Bethania,
Maria Vidal,
Marilyn Scott,
Mark Portman,
Marlena Shaw,
Marilyn Martin,
Marilyn Scott,
Marta Sánchez,
Martha Davis ,
Martika,
Martin Mull,
Martin Taylor,
Mary J. Blige,
Matraca Berg,
Masami Nakagawa,
Masayoshi Takanaka,
Matt Dusk,
Maurice White,
Maxi Anderson,
Maysa Leak,
Melissa Manchester,
Melissa Sweeney,
Melody Gardot,
Mezzoforte,
Michael Brecker,
Michael Bolton,
Michael Bublé,
Michel Colombier,
Michael Franks,
Michael Jackson,
Michael McDonal,
Michael Omartian,
Michael Sembello,
Michael White,
Mike Love,
The Mike Theodore Orchestra,
Miles Davis,
Milt Jackson,
Mimi Manners,
Mindi Abair,
Mindy Mccready,
Minnie Riperton,
Miracles,
Molly Hatchet,
Motivation,
Mystic Merlin
N
Nancy Wilson,
Najee,
Nathalie Archangel,
Natalie Cole,
Nazareth,
Neil Diamond,
Neil Larsen,
Ney Matogrosso,
Nick Kamen,
Nielsen/Pearson,
Nick Kamen,
Nino Buonocore,
Nino Tempo,
Norman Brown,
Norman Connors
O
O'Bryan,
The Offspring,
Olivia Newton-John,
Oscar Castro Neves,
O zone
P
Pat Coil,
Patrice Rushen,
Patti Austin,
Patti Brooks,
Patti Labelle,
Patrick Williams,
Patty Weaver,
Paul Anka,
Paul Horn,
Paul Jabara,
Paul Jackson,
Paul Kelly,
Paula Abdul,
Pauline Wilson,
Peabo Bryson,
Peaches & Herb,
Pebbles,
Peter Cetera,
Phil Collins,
Phillip Bailey,
Philip Mitchell,
Phyllis Hyman,
Pia Zadora,
Pieces of a Dream,
Pleasure,
Pockets,
Poco,
The Pointer Sisters,
Prince
Q
Quarterflash,
Quincy Jones
R
Rachelle Ferrell,
Ramsey Lewis,
Randy Crawford,
Randy Newman,
Ray Charles,
Ray Pizzi,
Ray Simpson,
Red Hot Chilli Peppers
Regina Belle,
Renaud Séchan,
Rene & Angela,
Riccardo Cocciante,
Ricardo Silveira,
Richard Marx,
Richie Sambora,
Rick Braun,
Rick Lawson,
Ricky Martin,
Rita Coolidge,
Rita Lee,
Robbie Nevil,
Robin Trower,
Robert Brookins,
Robert Hazard,
Roberta Flack,
Roberto Carlos,
Robi Draco Rosa,
Rockie Robbins,
Rod Stewart,
Rodney Franklin,
Ronald Isley,
Ronnie Foster,
Ronnie Laws,
Rosemary Clooney,
Rosie Gaines,
Roy Ayers,
RPM,
Rubén Blades,
Rufus
S
Sadao Watanabe,
Sam Phillips,
Sammy Nestico,
Sarah Vaughan,
Seal,
Seawind,
Serah,
Sérgio Mendes,
Shirley Bassey,
Shoko Suzukif,
Shotgun,
Slash,
Slave,
Simone,
Sister Sledge,
Smokey Robinson,
Sneaker,
Spinners,
Splendor,
Stan Getz,
Stanley Clarke,
Stanley Turrentine,
Stephanie Mills,
Steve Barta,
Steve Tyrell,
Stevie Woods,
Stephen,
Steven Curtis Chapman,
Stewart Copeland,
Sting,
Stix Hooper,
Susan Osborn
T
T-Connection,
Take 6,
Talking Heads,
Take 6,
Tania Maria,
A Taste Of Honey,
Tata Vega,
Tavares,
Teddy Pendergrass,
Terence Blanchard,
Temptations,
The Carpenters,
The Commodores,
The Crusaders,
The Four Tops,
The Jacksons,
The Jets,
The Jones Girls,
The Memphis Horns,
The Raes,
The Whispers,
The Winans,
Teena Marie,
Thomas Andres,
TLC,
Tim Draxl,
Tokyo Monogatari,
Tom Grant,
Tom Scott,
Tomandandy,
Toots Thielemans,
Tori Amos
Toto,
Tracie Spencer,
Tracy Chapman,
Tramaine Hawkins
Trini Lopez
U
U-Nam,
Urban Nights
V
Vanessa Williams,
Véronique Rivière,
Vesta Williams,
Vonda Shepard
W
Walk This Way,
Walter Becker,
Warren Hill,
W. G. Walden,
Whitney Houston,
Will Downing,
Willie Nelson,
Wilson Phillips,
Wilton Felder,
Windham Hill
Y
Yarbrough & Peoples,
Yellowjackets,
Yes,
Y Kant Tori Read,
Yoru Ni Kizutsuite,
Yoshitaka Minami,
Yvonne Elliman,
Yutaka
Z
Zachary Richard,
Zezo Ribeiro,
#
10 000 Maniacs Band

## Filmografia
Paulinho da Costa, reconhecido pela sua versatilidade musical, contribuiu com trilhas sonoras de mais de 150 filmes e programas de televisão. Ele trabalhou em uma variedade de projetos, incluindo filmes de animação, comédias, desenhos animados, ação e aventura. Paulinho da Costa também aparece no filme A Cor Púrpura, de Steven Spielberg, como um músico Africano.

## Discografia
- Agora  (Pablo Records Original Jazz 1976)[33]
- Happy People (Pablo 1979)[34]
- Tudo Bem! (Pablo 1982)[35]
- You've Got a Special Kind of Love (Pablo 1984)[36]
- Sunrise (Pablo 1984)[37]
- We Are the World (USA for Africa 1985)[38]
- Breakdown (A & M 1987)[39]
- Real Love (A & M 1991)[40]